# Sénat du Nouveau-Mexique
Capitole de l'État du Nouveau-Mexique, Santa Fe
Le Sénat du Nouveau-Mexique (en anglais : New Mexico State Senate) est la chambre haute de la Législature du Nouveau-Mexique, l'organe législatif de l'État américain du Nouveau-Mexique.

## Fonctionnement
Le Sénat comprend 42 membres élus au scrutin uninominal majoritaire à un tour dans autant de circonscriptions que de sièges à pourvoir, pour un mandat de quatre ans, sans limitation du nombre de mandats.

## Siège
Le Sénat du Nouveau-Mexique siège au Capitole de l'État du Nouveau-Mexique, situé à Santa Fe.

## Présidence
Le lieutenant-gouverneur de l'État préside de droit le Sénat, mais il ne peut voter qu'en cas d'égalité des suffrages. Cette fonction est exercée par le démocrate Howie Morales depuis 2019.
Un président pro tempore, élu par le groupe majoritaire, dirige réellement le Sénat, il s'agit de Mimi Stewart depuis 2021.

## Composition actuelle
| Date            | Parti      | Parti        | Total |
| Date            | Démocrates | Républicains | Total |
| --------------- | ---------- | ------------ | ----- |
| Date            |            |              | Total |
| 17 janvier 2017 | 26         | 16           | 42    |
| 19 janvier 2021 | 27         | 15           | 42    |